# Моховички
Моховички́ — деревня в Сосновском районе Челябинской области. Входит в состав Краснопольского сельского поселения.

## География
Рядом с деревней расположены посёлки Прудный и Красное Поле, а также микрорайон в составе областного центра города Челябинска Шагол и микрорайон города Челябинска Парковый.

## История
В 1963 году указом Президиума Верховного Совета РСФСР деревня Заварухино 2-е переименована в Моховички.

## Население
| 2002 | 2010 |
| ---- | ---- |
| 258  | ↗267 |

По данным Всероссийской переписи, в 2010 году численность населения деревни составляла 267 человек (139 мужчин и 128 женщин).

## Улицы
Уличная сеть деревни состоит из 8 улиц.